# Kevon Looney
Kevon Grant Looney (* 6. Februar 1996 in Milwaukee, Wisconsin) ist ein US-amerikanischer Basketballspieler, der seit 2015 bei den Golden State Warriors in der NBA unter Vertrag steht.

## NBA-Karriere
Looney wurde im NBA-Draft 2015 an 30. Stelle von den Golden State Warriors ausgewählt. Am 27. Januar 2016 debütierte er beim Sieg gegen die Dallas Mavericks, in dem er zwei Punkte und zwei Rebounds für sich verbuchen konnte.

## Karriere-Statistiken

### NBA

#### Reguläre Saison
| Saison  | Team         | GP  | GS  | MPG  | FG % | 3P % | FT % | RPG | APG | SPG | BPG | PPG |
| ------- | ------------ | --- | --- | ---- | ---- | ---- | ---- | --- | --- | --- | --- | --- |
| 2015–16 | Golden State | 5   | 0   | 4.2  | .571 | .500 | —    | 2.0 | 0.0 | 0.0 | 0.0 | 1.8 |
| 2016–17 | Golden State | 53  | 4   | 8.4  | .523 | .222 | .618 | 2.3 | 0.5 | 0.3 | 0.3 | 2.5 |
| 2017–18 | Golden State | 66  | 4   | 13.8 | .580 | .200 | .545 | 3.3 | 0.6 | 0.5 | 0.8 | 4.0 |
| 2018–19 | Golden State | 80  | 24  | 18.5 | .625 | .100 | .619 | 5.2 | 1.5 | 0.6 | 0.7 | 6.3 |
| 2019–20 | Golden State | 20  | 4   | 13.1 | .367 | .071 | .750 | 3.3 | 1.0 | 0.6 | 0.3 | 3.4 |
| 2020–21 | Golden State | 61  | 34  | 19.0 | .548 | .235 | .646 | 5.3 | 2.0 | 0.3 | 0.4 | 4.1 |
| 2021–22 | Golden State | 82  | 80  | 21.1 | .571 | .000 | .600 | 7.3 | 2.0 | 0.6 | 0.6 | 6.0 |
| 2022–23 | Golden State | 82  | 70  | 23.9 | .630 | .000 | .606 | 9.3 | 2.5 | 0.6 | 0.6 | 7.0 |
| 2023–24 | Golden State | 74  | 36  | 16.1 | .597 | .000 | .675 | 5.7 | 1.8 | 0.4 | 0.4 | 4.5 |
| Gesamt  | Gesamt       | 523 | 256 | 17.5 | .583 | .167 | .615 | 5.6 | 1.6 | 0.5 | 0.5 | 5.0 |

#### Play-offs
| Saison  | Team         | GP | GS | MPG  | FG % | 3P % | FT % | RPG  | APG | SPG | BPG | PPG |
| ------- | ------------ | -- | -- | ---- | ---- | ---- | ---- | ---- | --- | --- | --- | --- |
| 2017–18 | Golden State | 21 | 5  | 18.4 | .542 | .000 | .381 | 4.2  | 0.9 | 0.7 | 0.4 | 4.1 |
| 2018–19 | Golden State | 21 | 1  | 20.5 | .688 | .000 | .724 | 4.5  | 1.0 | 0.6 | 0.5 | 7.1 |
| 2021–22 | Golden State | 22 | 13 | 20.4 | .659 | .000 | .611 | 7.6  | 2.2 | 0.4 | 0.5 | 5.8 |
| 2022–23 | Golden State | 13 | 8  | 25.0 | .578 | .000 | .556 | 13.1 | 3.3 | 0.6 | 0.4 | 6.5 |
| Gesamt  | Gesamt       | 77 | 27 | 20.7 | .625 | .000 | .581 | 6.8  | 1.7 | 0.6 | 0.4 | 5.8 |